# Bentley R-Type Continental
Der Bentley R-Type Continental (werksseitig: Bentley Continental) ist ein zweitüriges, viersitziges Oberklassefahrzeug, das von 1952 bis 1955 von Bentley in 207 Exemplaren hergestellt wurde. Es war ein Sondermodell des Bentley R-Type, galt als der schnellste Viersitzer seiner Zeit und wurde vielfach als „fliegender Teppich“ bezeichnet. Das Auto war mit Karosserien unterschiedlicher Hersteller erhältlich. Die am weitesten verbreitete Version ist ein zweitüriges Fließheckcoupé mit Pontonkarosserie, die von H. J. Mulliner & Co. hergestellt wurde. Sie gehört inzwischen zu den begehrtesten britischen Oldtimern und erreicht auf dem Klassikermarkt 70 Jahre nach dem Produktionsende siebenstellige Preise.

## Entstehungsgeschichte

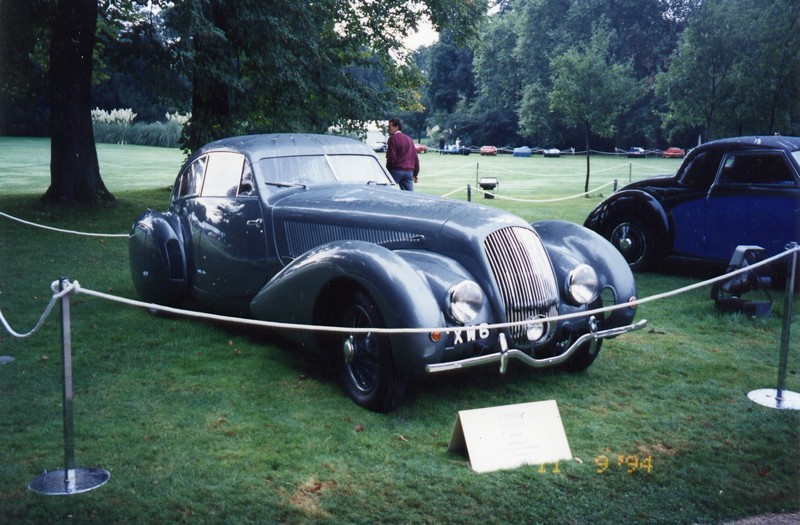
Der erste Continental: Der Embiricos-Bentley von 1938

Der Bentley R-Type war das letzte Bentley-Modell, das sich im technischen und stilistischen Bereich von den Fahrzeugen des Mutterkonzerns Rolls-Royce unterschied. Mit dem 1955 eingeführten Rolls-Royce Silver Cloud bzw. Bentley S1 wurde die Eigenständigkeit beider Marken aufgehoben. Zu den Besonderheiten der Marke Bentley gehörte regelmäßig die Entwicklung sportlicher Sondermodelle, die von den jeweiligen Volumenmodellen abgeleitet waren.
Ein Beispiel hierfür ist der sogenannte Embiricos Bentley von 1938, ein leichter Sportwagen auf dem Chassis eines 4 ¼ Litre, der mit einer von Georges Paulin entworfenen und bei Pourtout hergestellten Fließheckkarosserie ausgestattet war. Der Embiricos Bentley wurde 1938 sowohl in Großbritannien als auch in Kontinentaleuropa bei mehreren Hochgeschwindigkeitsfahrten eingesetzt; hier brach er einige Geschwindigkeitsrekorde. In Presseberichten fand dieses Auto große Beachtung; es wurde wegen seiner Einsätze auf dem europäischen Kontinent erstmals – allerdings noch inoffiziell – als Bentley Continental bezeichnet.
An diese Tradition knüpfte Bentley mit dem R-Type Continental an, dessen Entwicklung 1950 begann. Nach den Vorstellungen der Entwickler sollte das Fahrzeug deutlich schneller sein als die herkömmlichen R-Type-Modelle. Daher legten sie Wert auf eine aerodynamisch günstige Karosserie und auf Gewichtsreduzierung. Der R-Type Continental wurde zu einem kommerziellen Erfolg. Das Werk legte ab 1956 weitere Serien auf, die auf der Technik des Nachfolgers (S-Serie) beruhten und sich stilistisch immer weiter von dem R-Type-Coupé entfernten.

## Technik
Der Continental teilte die wesentlichen technischen Komponenten mit dem Standard-R-Type. Basis des Fahrzeugs war ein Leiterrahmen. Die Aufhängung bestand hier wie dort aus Doppelquerlenkern mit Schraubenfedern vorn, hinten war eine Starrachse an halbelliptischen Blattfedern eingebaut. Die Verzögerung erfolgte über vier Trommelbremsen. Eine Servolenkung war nicht erhältlich.
Als Antrieb diente in den ersten Jahren der aus dem Standard-Saloon bekannte Reihensechszylindermotor mit 4,5 Litern Hubraum (92 mm Bohrung und 114,3 mm Hub) und zwei Gleichdruckvergasern (SU Type H6). Gegenüber dem serienmäßigen Saloon war die Verdichtung geringfügig erhöht worden, zugleich wurde die Hinterachsübersetzung im Hinblick auf eine höhere Endgeschwindigkeit verändert. Das handgeschaltete Getriebe hatte vier Gänge. Die Höchstgeschwindigkeit betrug ca. 190 km/h, die Beschleunigung von 0 auf 100 km/h ca. 13,5 Sekunden. Der Verkaufspreis in den USA lag bei 17 330 Dollar, das entspricht fast dem vierfachen des teuersten Cadillac-Coupés. Im Juli 1954 erhielt der Continental einen auf 4,9 Liter vergrößerten Motor, dessen Leistung auf etwa 170 PS geschätzt wird. Dieser blieb dem Continental vorbehalten; in den Standardmodellen war er nicht erhältlich. Mit dem größeren Motor wurde auch ein automatisches Getriebe wahlweise erhältlich.

## Prototyp: „Olga“
Sieben Monate nach der Entscheidung für die Entwicklung des Autos war der erste Prototyp fahrbereit. Er entstand auf dem Chassis Nr. BC26A und hatte eine Karosserie, die der späteren des Mulliner Sports Saloon entsprach. Das Fahrzeug erhielt die werksinterne Bezeichnung „Olga“  oder „OLGA“ (nach der Zulassungsnummer OLG490).
„Olga“ wurde im September 1951 getestet. Auf dem in der Île-de-France gelegenen Autodrome de Linas-Montlhéry erreichten die Testfahrer eine Höchstgeschwindigkeit von knapp 119,75 mph (= 192 km/h), die in der Folgezeit in der Presse werbewirksam kommuniziert wurde. Bei diesen Fahrten war das Auto allerdings mit Rennreifen von Dunlop ausgerüstet, die eine erhöhte Haftung aufwiesen. Mit Serienbereifung und einer etwaigen auf Kundenwunsch installierten Extraausstattung kamen Serienfahrzeuge später auf eine Höchstgeschwindigkeit von 115 Meilen pro Stunde.

## Nomenklatur
Während seiner Produktionszeit wurde das Auto werksseitig als Bentley Continental vermarktet; den Zusatz R-Type führte das Modell seinerzeit nicht. Er wird allerdings üblicherweise retrospektiv verwendet, um eine Unterscheidung zu den späteren Continental-Reihen, die auf dem S-Type basierten, zu ermöglichen.

## Karosserieversionen
Von 1952 bis 1953 lieferte Bentley die Continental-Chassis ausschließlich an H.J. Mulliner. Ab 1954 waren die fahrfertigen Chassis nun auch frei erhältlich, sodass andere Karosseriebauunternehmen auf Kundenwunsch eigenständige Aufbauten herstellen konnten.

### H.J. MullinerSports Saloon

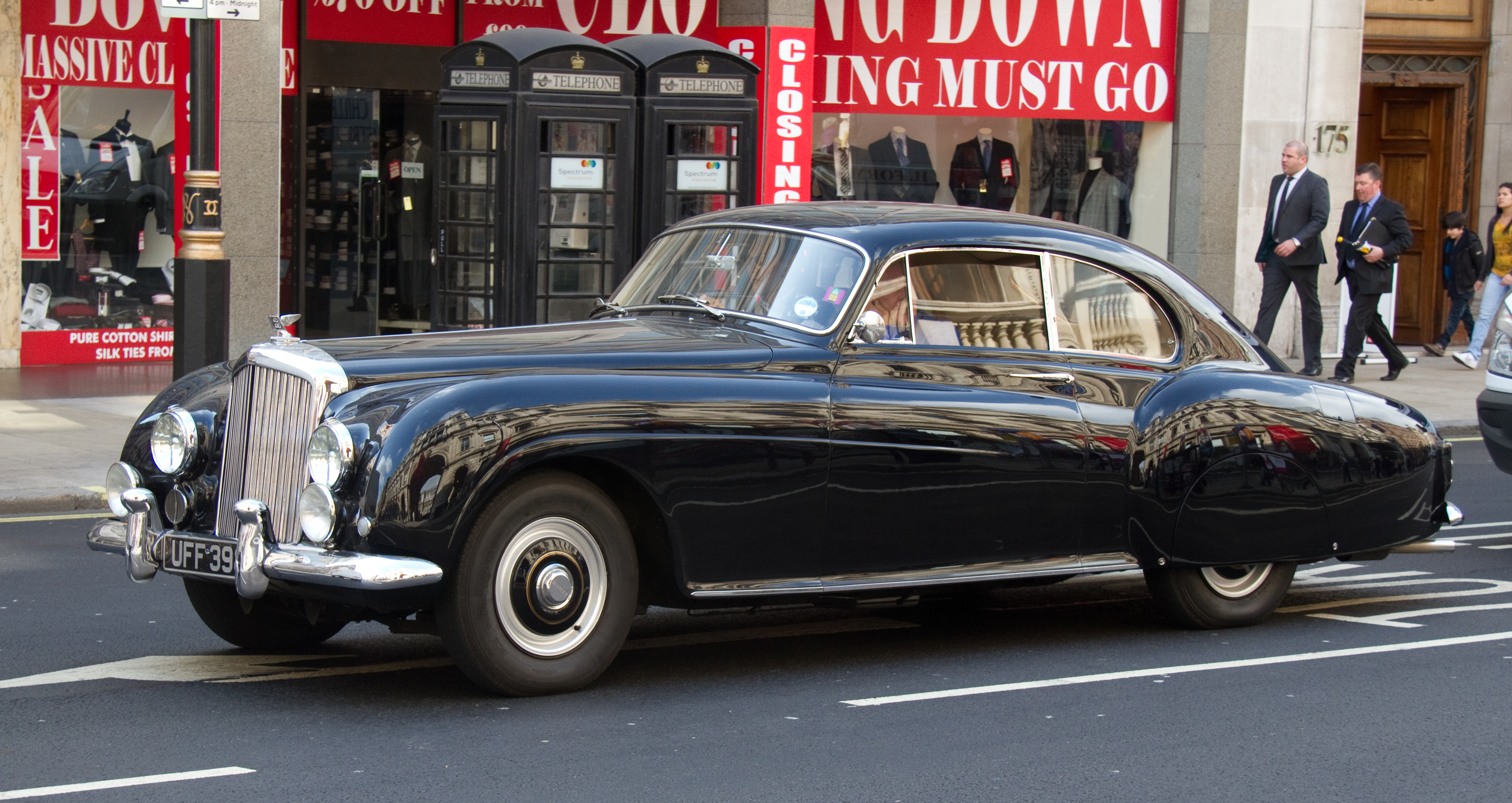
Sports Saloon

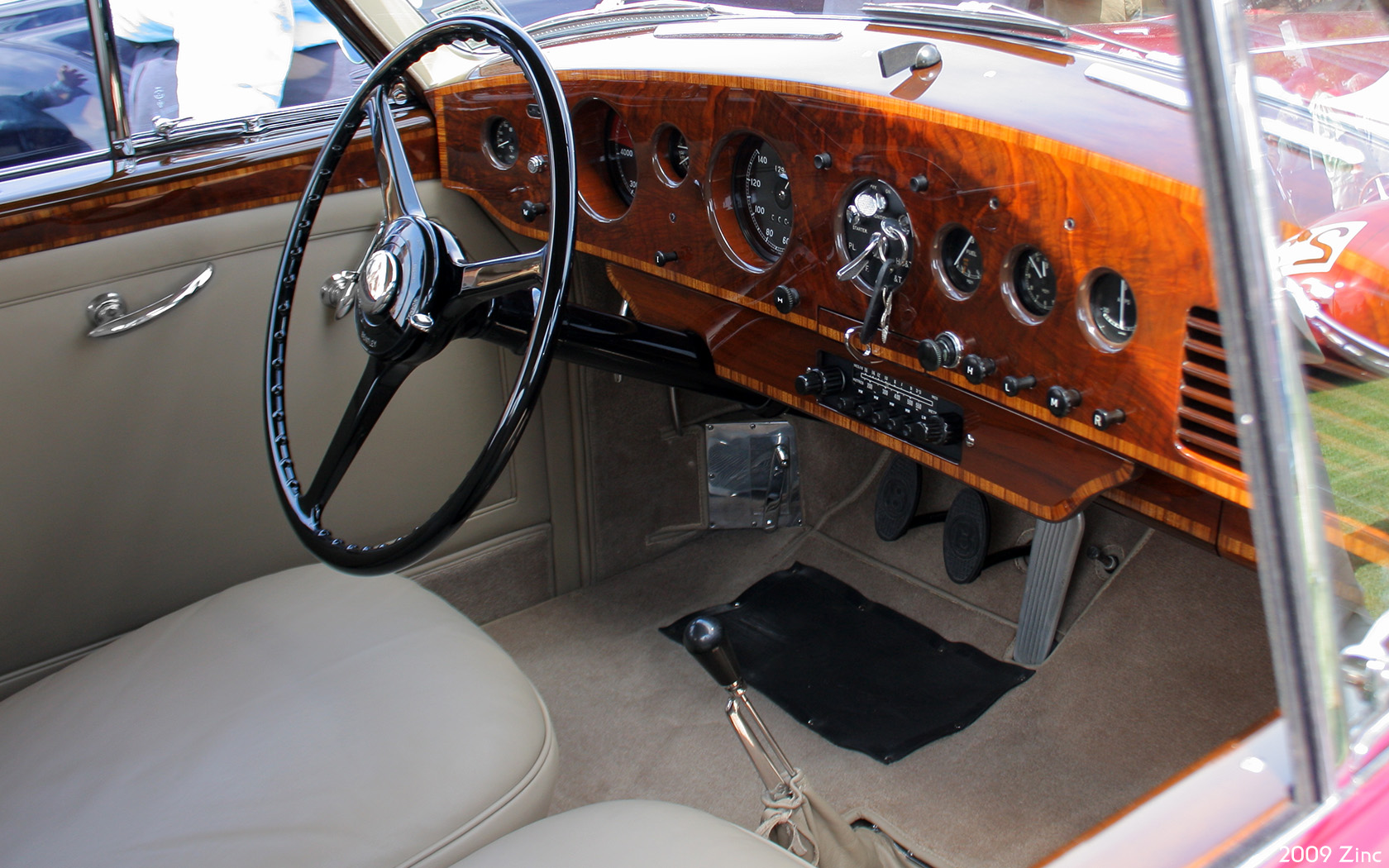
Interieur des Mulliner-Coupés

Die am weitesten verbreitete Version des R-Type Continental ist ein als Sports Saloon bezeichnetes zweitüriges Fließheckcoupé mit Pontonkarosserie, die von H. J. Mulliner aufgebaut wurde. Durch den Pontonaufbau hob sich das Fahrzeug von dem Basismodell des R-Type ab, das im Regelfall noch mit frei stehenden Kotflügeln karossiert wurde. Der Entwurf des Aufbaus war das Ergebnis einer Zusammenarbeit von Stanley Watts, dem Chefstylisten des – seinerzeit noch selbständigen – Karosserieherstellers H. J. Mulliner, und John Blatchley, dem Chefdesigner von Rolls-Royce.
Der Aufbau orientierte sich einerseits an den Fließheck-Coupés von General Motors wie dem Cadillac 62 Coupé, das 1948 auf den Markt gekommen war, und andererseits am Bentley Cresta Mark VI, einer Sonderversion des Bentley Mark VI. Der Cresta war 1947 von Pininfarina entworfen worden. Der französische Karosseriehersteller Facel hatte ihn in den folgenden beiden Jahren in etwa 17 Exemplaren produziert. Der Dachaufbau des Continental orientierte sich an Pininfarinas Cresta und verlief in einer „einheitlichen, atemberaubend geschwungenen Linie“ von der Windschutzscheibe bis zur hinteren Stoßstange herab. Die Form des Hecks wurde mit Windkanaltests optimiert. Auch die Frontpartie, die über zwei in das Frontblech eingelassene Rundscheinwerfer verfügte, zitierte Pininfarinas Entwurf. Die hinteren Kotflügel waren betont rundlich gestaltet. Die Radausschnitte waren in der Serienversion frei; auf Kundenwunsch konnte allerdings eine Abdeckung installiert werden, die den Zweck hatte, die Aerodynamik der Karosserie zusätzlich zu verbessern.
Der Aufbau war im Hinblick auf die angestrebte Gewichtsreduzierung vollständig aus Aluminium gefertigt, das die Karosserie tragende Gerüst bestand nicht – wie bei der Standardlimousine – aus Holz, sondern aus Stahl.
H. J. Mulliners Continental-Version entstand in 190 Exemplaren, wobei zwischen fünf Serien (A-, B-, C-, D- und E-Serie) differenziert wird, die sich in einigen Details voneinander unterscheiden. Rolls-Royce produzierte in Crewe das fahrfertige Chassis, das per LKW zu Mulliner transportiert und dort mit dem Aluminiumaufbau versehen wurde. Das Fastback-Coupé von Mulliner kostete bei der Markteinführung 7.600 £, 2.800 £ mehr als der R-Type Saloon mit Standardkarosserie.

### Park Ward

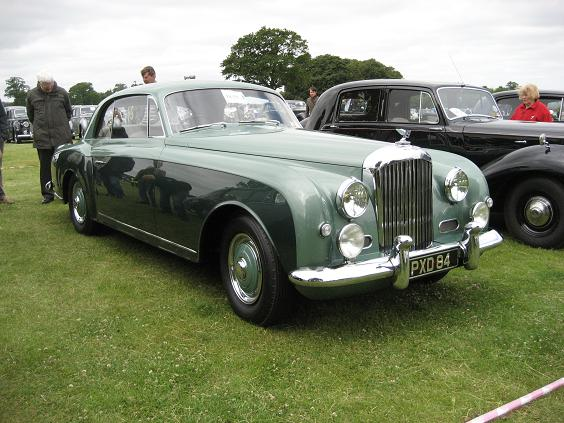
Eines von zwei Park Ward Fixed Head Coupés

Bei Park Ward, einem seit 1939 zu Rolls-Royce gehörenden Karosseriehersteller, entstanden 1954 und 1955 insgesamt sechs Aufbauten für das R-Type-Continental-Chassis. Ein Fahrzeug (BC73C) beruhte auf einem Chassis der C-Serie, alle übrigen Park-Ward-Autos hatten ein D-Serie-Fahrgestell. Vier der Park-Ward-Continentals waren als Cabriolet (Drophead Coupé) gestaltet, zwei waren Fixed Head Coupés (BC24D und BC29D).
Der offenen und der geschlossenen Karosserieversion lag der gleiche Entwurf von John Blatchley zugrunde (Design Nr. 647). Die vorderen und hinteren Kotflügel der Park-Ward-Modelle sind weniger stark profiliert als die des Sports Saloon von H.J. Mulliner, und die obere Linie der vorderen Kotflügel verläuft nahezu waagerecht. Park Wards Fixed Head Coupé hat einen Stufenheckaufbau mit einem lang überhängenden Kofferraum. Die C-Säule ist breit. Auf den hinteren Kotflügeln sitzen kleine Heckflossen. Das Drophead Coupé entspricht stilistisch der geschlossenen Version. Das Verdeck schließt im aufgeklappten Zustand unmittelbar an die Tür an; hintere Seitenfenster gibt es nicht.
Nahezu identische Aufbauten lieferte Park Ward ab 1955 für den Bentley S1 Continental. Das Design wurde lediglich den veränderten Dimensionen des S1-Fahrgestells angepasst. In dieser Variante trug es bei Park Ward intern die Nummer 700.

### Franay

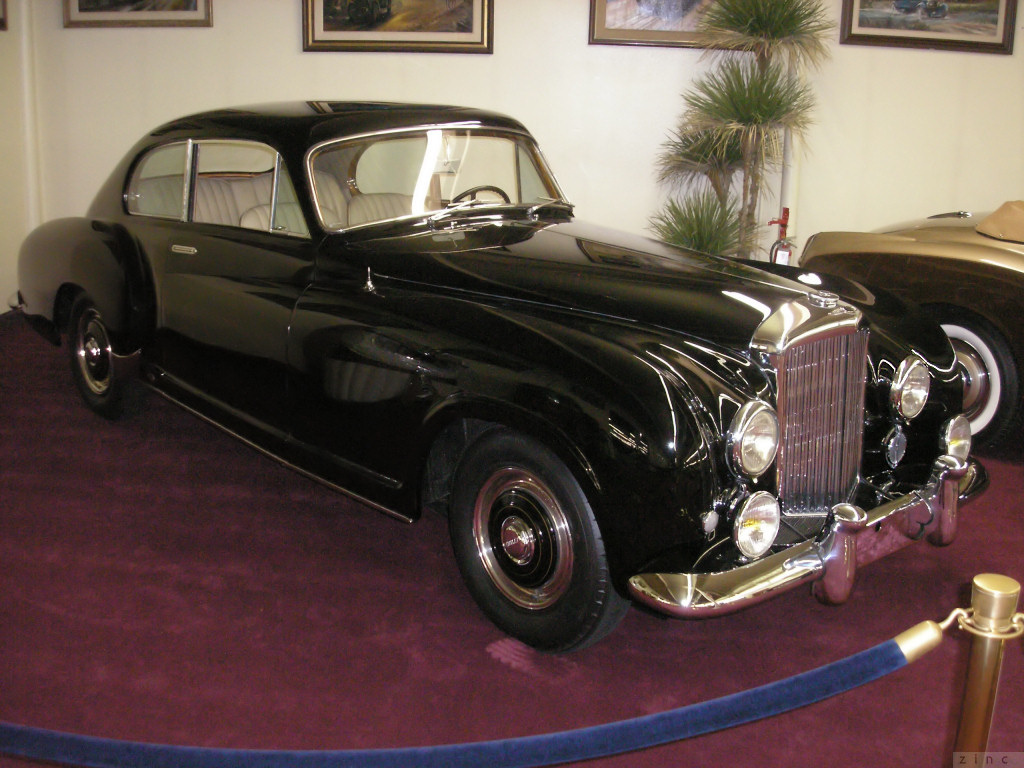
Fließheck-Karosserie von Franay

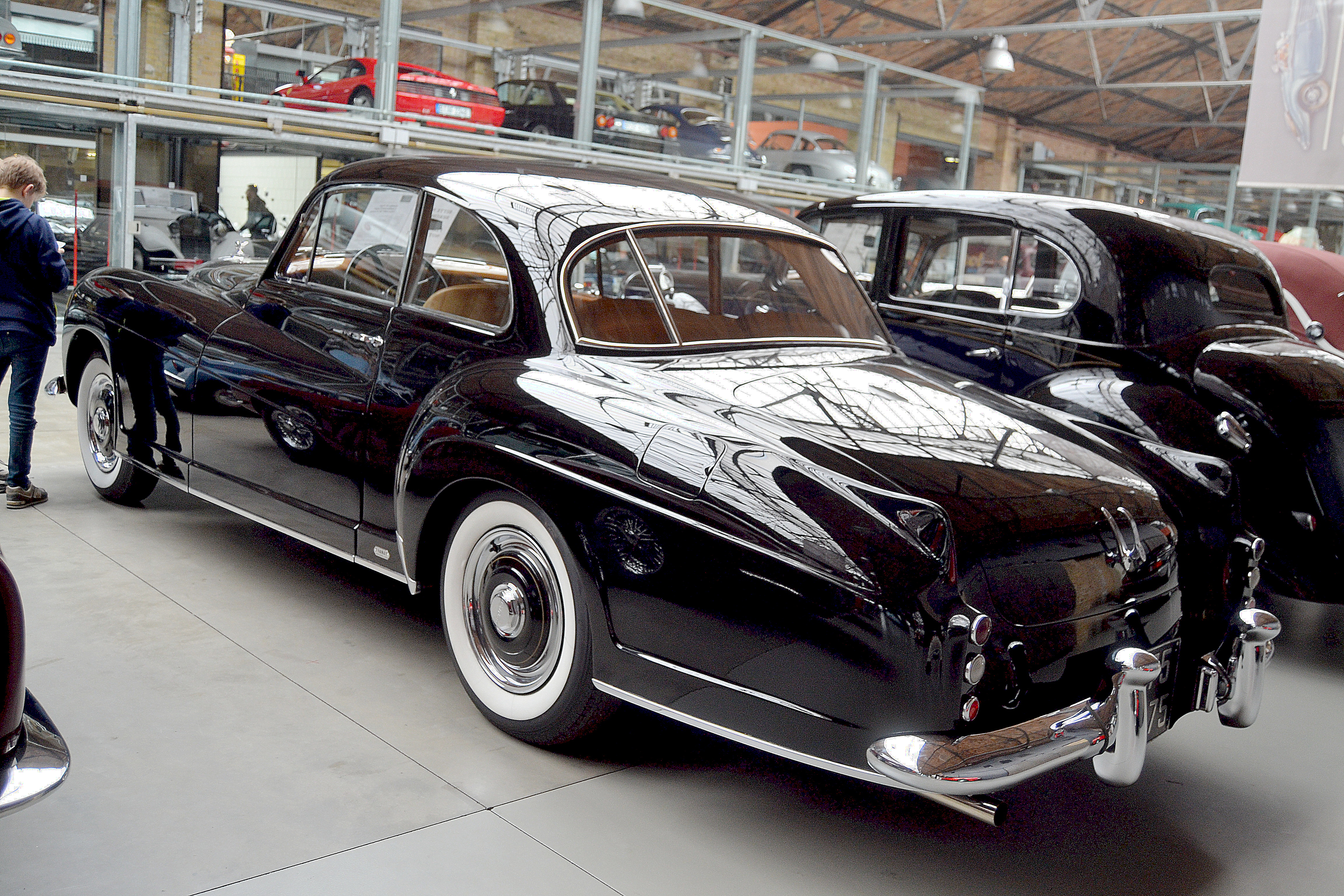
Stufenheckversion (Chassis BC9LE)

Der französische Karosseriehersteller Franay aus dem Pariser Vorort Levallois-Perret kleidete 1954 und 1955 insgesamt fünf R-Type-Continental-Chassis ein und setzte dabei zwei unterschiedliche Entwürfe um. Erstabnehmer aller Franay-Continentals waren Franzosen.
Drei Fahrgestelle (BC51LC, BC20D und BC66LD) erhielten Fließheckaufbauten, die weitestgehend dem Sports Saloon von H.J. Mulliner entsprachen. Franay verwendete dabei vorgefertigte Aluminiumbleche, die H.J. Mulliner zulieferte. Eigenständige Merkmale dieser Franay-Karosserien sind lediglich eine zusätzliche Kante am unteren Ende der Wagenflanken sowie schlankere Türgriffe. Warum Franay den H.J.-Mulliner-Entwurf mit Zustimmung des Urhebers in Frankreich nachbaute, ist unklar; möglicherweise sollte auf diesem Weg Einfuhrzölle vermieden werden.
Zwei weitere Fahrgestelle (BC21D und BC9LE – das letzte Chassis der Baureihe R-Type-Continental – ) wurden mit abweichenden Aufbauten nach einem eigenen Entwurf Franays eingekleidet. Die Frontpartie, die vorderen Kotflügel und die Türen dieser Modelle sind H.J. Mulliners Sport Saloon nachempfunden, den hinteren Wagenteil gestaltete Franay aber als Stufenheckcoupé mit separatem Kofferraum. Das Heckfenster ist dreigeteilt; die beiden äußeren Teile sind gebogen und reichen in die C-Säule hinein. Der BC9LE hat kleine Heckflossen auf den hinteren Kotflügeln, der BC21D nicht. Während der BC21D eindeutig bei Franay aufgebaut wurde, ist der Herstellungsprozess beim BC9LE nicht zweifelsfrei geklärt. Es gibt Hinweise darauf, dass Franay dieses Auto 1955 nicht selbst komplettierte, sondern der Aufbau bei Ateliers Henri Chapron erfolgte. Eine Erklärung dafür könnte die Insolvenz Franays im Jahr 1955 sein.

### Chapron
Der Pariser Karosseriehersteller Chapron hatte möglicherweise bereits 1955 für Franay ein Coupé nach dessen Entwürfen aufgebaut. Nachdem Franay zahlungsunfähig geworden war und den Betrieb eingestellt hatte, versuchte Chapron, die bislang auf Franay fokussierten französischen Rolls-Royce- und Bentley-Kunden zu übernehmen, hatte damit aber nur geringen Erfolg. Bis 1959 baute Chapron nur Einzelstücke auf Rolls-Royce- und Bentley-Chassis. Erstaufträge für Continental-Chassis erhielt Chapron gar nicht; hier blieb es bei einem Einzelstück als Unfallreparatur. 1956 stattete Chapron ein R-Type-Continental-Chassis, das ursprünglich von Mulliner als Sports Saloon eingekleidet worden war, nach einem Unfall mit einer neuen Karosserie aus (Chassisnummer BC63LC; Chapron-Design Nummer 5296). Der Wagen wurde als zweisitziges Cabriolet mit knapp geschnittenem Verdeck gestaltet. Während die Frontpartie dem Mulliner-Entwurf entsprach, war die Heckpartie gänzlich eigenständig. Die hinteren Kotflügel hatten einen
auffälligen Knick hinter der Tür und verliefen geradlinig zum Wagenabschluss, wo sie Heckflossen ausbildeten. Das Design wird in der Bentley-Szene kontrovers diskutiert; einige sehen in dem geradlinig gestalteten Heck einen unpassenden Bruch mit den Rundungen der Frontpartie. In dieser Form inspirierte das Auto Ian Fleming zu einem Detail seines 1961 erschienenen James-Bond-Romans Thunderball.
Das Auto existiert noch. In den frühen 2000er-Jahren ließ der US-amerikanische Eigentümer die Heckpartie umgestalten. Die hinteren Kotflügel orientieren sich nun an H.J. Mulliners Entwürfen für den (geschlossenen) Sports Saloon.

### Graber

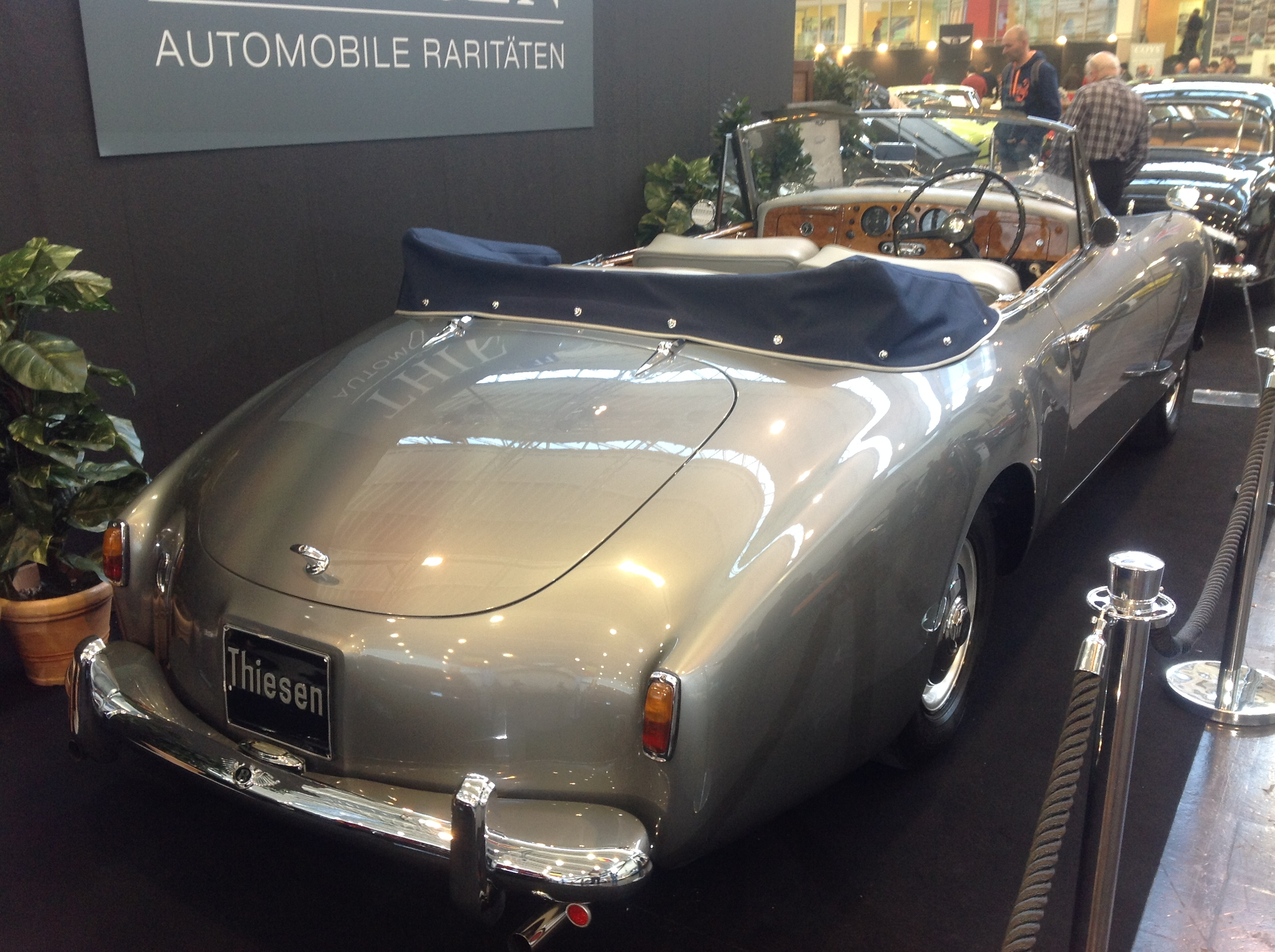
R-Type Continental von Graber

Der 1926 gegründete Schweizer Karosseriehersteller Graber aus Bern konzentrierte sich nach dem Ende des Zweiten Weltkriegs auf Chassis britischer Hersteller. Neben Alvis war Bentley ein Schwerpunkt Grabers. Neben sieben Standard-R-Types kleidete Graber 1954 und 1955 auch drei R-Type Continentals ein (BC55C, BC77C und BC68C), die ausnahmslos Cabriolet-Aufbauten im Pontonstil erhielten. Die Flanken der Graber-Continentals sind glattflächig, die Scheinwerfer sind jeweils in die Kotflügelspitzen integriert. Der letzte Graber-Continental wurde 1957 von dem Basler Karosseriehersteller Köng in ein Coupé umgestaltet.

### Pininfarina
Pininfarina karossierte den Continental als zweisitziges Coupé mit Stufenheck und knapp geschnittenem Dachaufbau. Die gebogene B-Säule folgte der Linie der Windschutzscheibe. Das Auto hatte eine aus drei Einzelteilen zusammengesetzte hintere Panoramascheibe. Das auf dem Chassis Nr. BC49C aufgebaute Auto war ein Einzelstück. Es existiert noch.

### Bertones Arnolt-Bentley

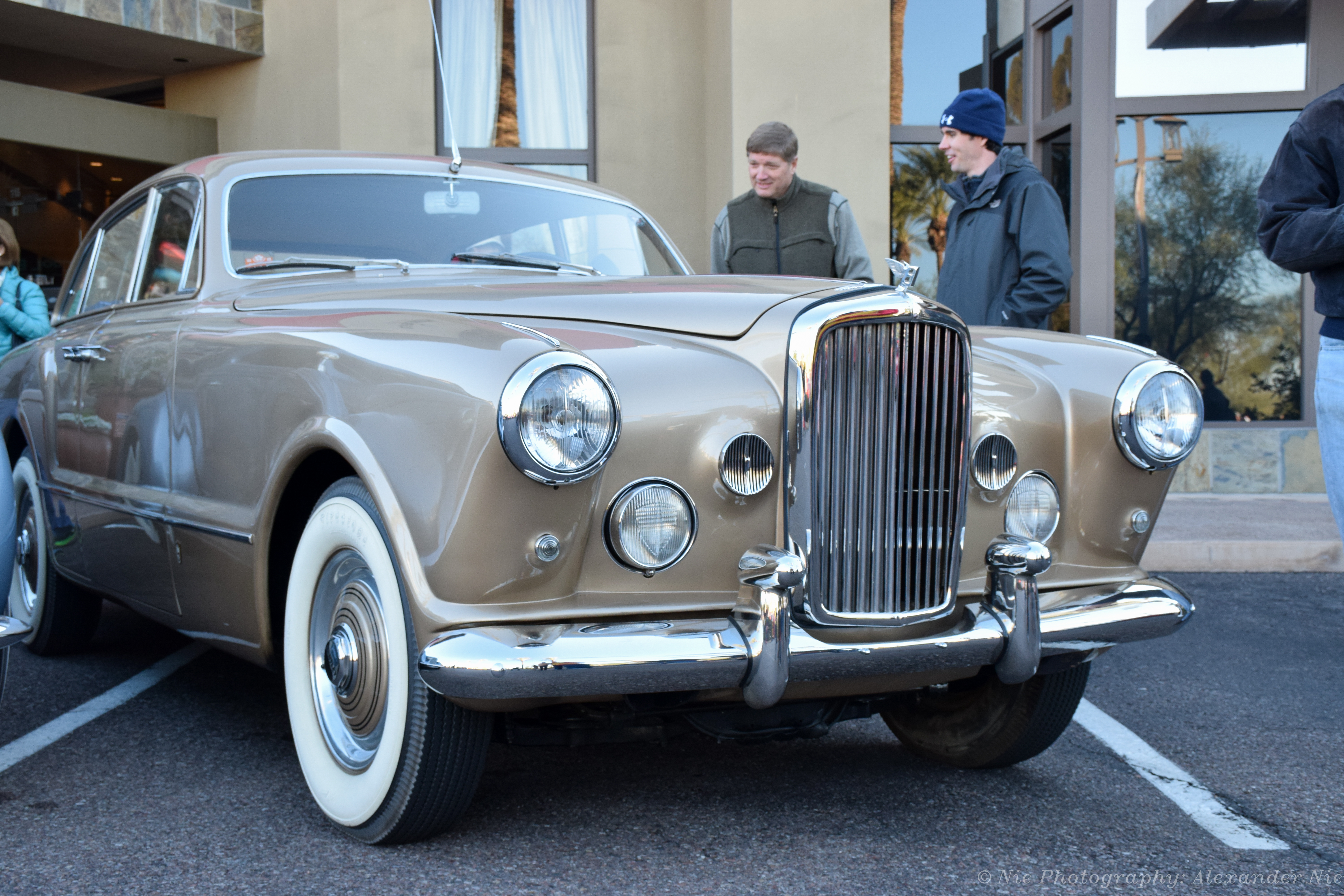
Bertone-Bentley für „Wacky“ Arnolt

1954 baute der Turiner Karosseriehersteller Bertone für den US-amerikanischen Automobilimporteur „Wacky“ Arnolt (S. H. Arnolt, Inc.) auf einem Bentley-Chassis eine viertürige Limousine mit individuellem Design, das Giovanni Michelotti im Auftrag Bertones entwickelt hatte und die Linien des Arnolt-MG auf größere Dimensionen übertrug. Portaltüren und ist goldfarben lackiert. Die Zuordnung dieses Autos ist nicht einheitlich. Arnolt selbst nannte den Bentley Mark VI als technische Basis der Limousine, in den Medien wird der Wagen dagegen vielfach als R-Type Continental mit Sonderkarosserie angesehen. Aus den Werksunterlagen ist allerdings ersichtlich, dass die Bertone-Limousine kein Continental ist, sondern auf einem bereits 1953 hergestellten Chassis des Standard-R-Type basiert (Chassisnummer B43LSP).

## Nachfolger

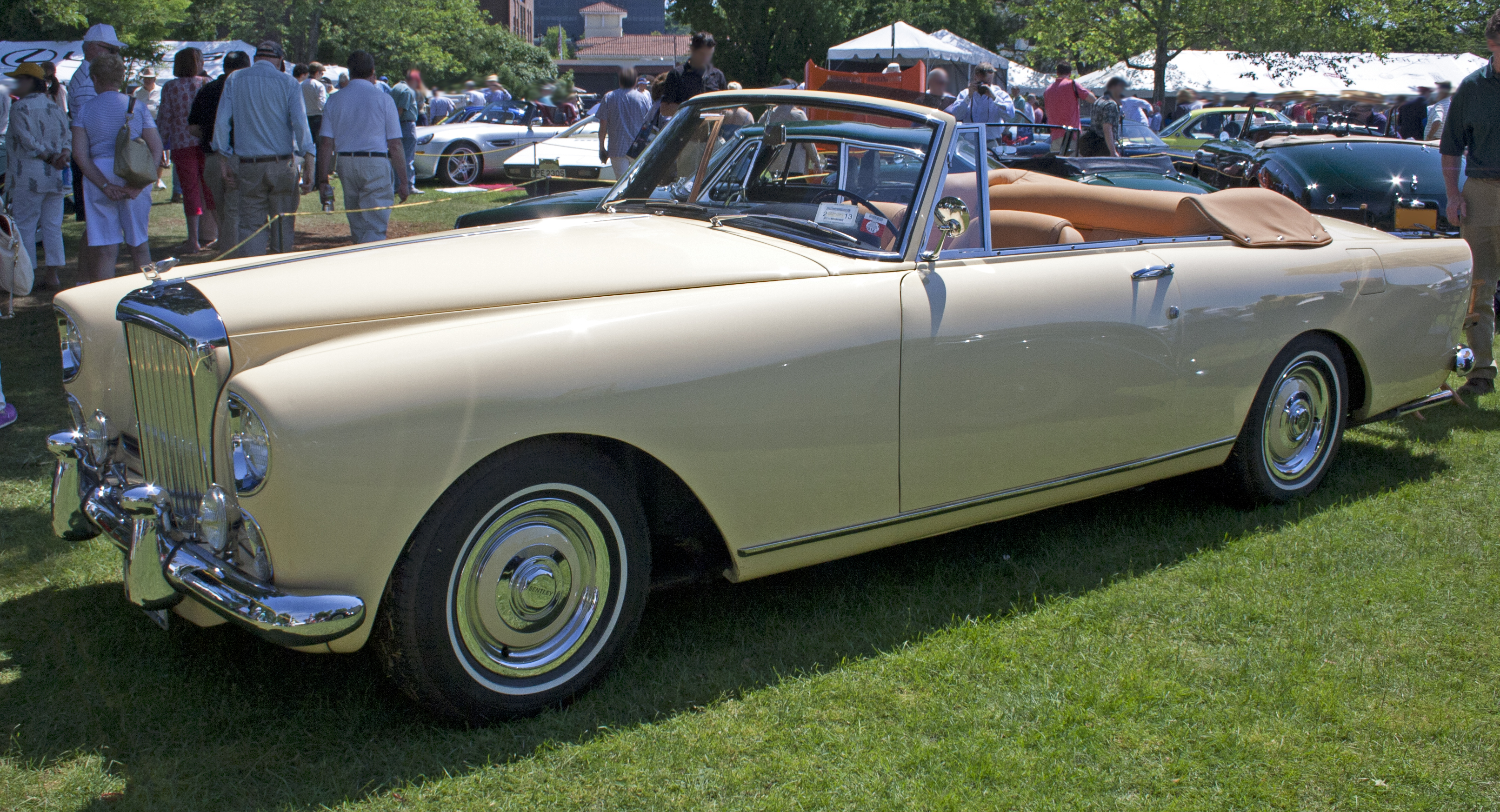
Korenental: Bentley S2 Continental Drophead Coupé von Mulliner Park Ward (1961)

Nachdem sich der R-Type Continental als erfolgreich erwiesen hatte, setzte Bentley das Konzept auch mit der 1955 vorgestellten S-Serie fort. Die verfügbaren Karosserieversionen wurden vielseitiger. Von 1955 bis 1959 entstand der Bentley S1 Continental, für den H.J. Mulliner wiederum eine Fastback-Karosserie lieferte, die der des R-Type ähnelte; außerdem gab es von H.J. Mulliner ein zweitüriges Stufenheckcoupé und unterschiedlich gestaltete viertürige Limousinen (Flying Spur). Hinzu kamen Aufbauten von Park Ward und James Young. Von 1959 bis 1962 wurde eine zweite Serie mit der Bezeichnung Bentley S2 Continental aufgelegt, die nun mit einem Achtzylindermotor ausgestattet war. Hier debütierten die gradlinigen, von Vilhelm Koren gestalteten Coupés und Cabriolets von Park Ward, die werksintern Korenental genannt wurden. Mulliner Park Ward produzierte sich auch für den S3 Continental, das letzte Mitglied der Continental-Familie. In dieser Ausführung trugen sie schräg angeordnete Doppelscheinwerfer, die in der Literatur zumeist als „Chinese Eyes“ bezeichnet werden.

## Marktlage im 21. Jahrhundert
Die meisten der 207 R-Type-Continentals existieren noch. Ihre Geschichte ist überwiegend bekannt; viele Eigentümer sind Mitglieder in einem der Markenclubs. Die R-Type-Continentals sind begehrte Klassiker, wobei die Fastback-Modelle von H. J. Mulliner am gesuchtesten sind. Mehr als die späteren, vielfach vergleichbaren Versionen der S-Serie sind sie von Enthusiasten gesucht, weil sie „als Erstlinge die Originalidee des Konzepts am besten verkörpern“. Ein Londoner Händler beschrieb die Situation mit den Worten: „Jedermann und sein Bruder wollen einen R-Type haben“. Die Händler haben inzwischen Schwierigkeiten, die Nachfrage zu befriedigen. Das führte zu einem rapiden Anstieg der Preise. Von 2005 bis 2010 stieg der Preis für einen R-Type Continental in gutem Zustand von 125.000 £ auf über 400.000 £, 2019 lagen die Oldtimerpreise zwischen 850.000 £ und 1 Mio £.